# Heinz Wegener
Heinz Wegener (* 15. September 1920 in Hiddesen, seit 1970 Ortsteil von Detmold in Ostwestfalen-Lippe; † 15. Januar 2004) war ein deutscher Pädagoge und Politiker (SPD).

## Leben und Beruf
Nach dem Besuch der Volksschule und dem Abitur an der Aufbauschule wurde Wegener 1938 zur Wehrmacht zum Militär- und Wehrdienst eingezogen und nahm von 1939 bis 1945 als Soldat am Zweiten Weltkrieg teil, aus dem er schwerkriegsbeschädigt zurückkehrte. Anschließend nahm er ein pädagogisches Studium auf, das er 1947 mit der ersten und 1950 mit der zweiten Prüfung für das Lehramt an Volksschulen beendete. Von 1947 bis 1957 war er als Volksschullehrer in Heidenoldendorf und von 1965 bis 1975 als Hauptschullehrer in Detmold tätig. Daneben hatte er sich der Gewerkschaft Erziehung und Wissenschaft (GEW) angeschlossen.
Auch sein Vater August und sein älterer Bruder Erich waren Mitglieder der SPD.
Heinz Wegener war verheiratet und hatte zwei Kinder.

## Partei und Abgeordneter
Heinz Wegener war seit 1946 Mitglied der Sozialdemokratischen Partei Deutschlands (SPD). Er war von 1950 bis 1969 Ratsmitglied der Gemeinde Heidenoldendorf, von 1952 bis 1973 Mitglied des Detmolder Kreistags (auch als Fraktionsvorsitzender) und von 1973 bis 1985 Kreistagsmitglied des Kreises Lippe. Dem Deutschen Bundestag gehörte er von 1957 bis 1965 an. Er war stets über die Landesliste der SPD Nordrhein-Westfalen ins Parlament eingezogen. Von 1966 bis 1980 war er Mitglied des nordrhein-westfälischen Landtages.

## Öffentliche Ämter
Wegener amtierte von 1970 bis 1973 als Landrat des Kreises Detmold. Nach der Gebietsreform war er kurzzeitig Oberkreisdirektor und dann von 1973 bis 1985 Landrat des Kreises Lippe.

## Ehrungen
- 1973: Bundesverdienstkreuz 1. Klasse